# 西姜祠堂
西姜祠堂位于浙江省金华市兰溪市水亭畲族乡西姜村。建筑面西向，共四进，两侧设厢房，第二进中厅独立，总面积约2000平方米。西姜祠堂雕饰古朴、用材较大，是浙江省内规格较高、规模较大的民间宗祠，被著名古建筑学家罗哲文誉为“全国最大最有人文价值的民间家庙”。2005年3月列入浙江省文物保护单位，2013年5月列入第七批全国重点文物保护单位。